# Els Smekens
Els Smekens (Aalst, 21 juli 1986) is een Belgische danseres. Ze studeerde voor diëtiste maar vond uiteindelijk toch haar roeping in het dansen. Ze specialiseert zich vooral in moderne dans en jazz.
Op 29 november 2009 was zij winnaar in het televisieprogramma So You Think You Can Dance, waarin Vlaanderen en Nederland op zoek gingen naar de beste danser van de lage landen. Als prijs kreeg ze 20.000 euro, alsook een nog hoger bedrag als budget voor een dansopleiding naar keuze en een rol in de internationale musical Hairspray.